# Salopette
Une salopette  est un vêtement composé d'un pantalon à taille haute dont le devant se prolonge vers le haut pour couvrir une partie du tronc et qui s'attache à l'aide de bretelles.
L'étymologie du mot français (issu du verbe saloper, c'est-à-dire salir) est en lien avec les origines de ce vêtement, initialement créé au XIXe siècle comme vêtement de travail. Il devient progressivement un vêtement de mode à partir des années 1950, tout en continuant d'être utilisé dans de nombreux métiers manuels.

## Histoire
D'abord destinée à être un vêtement de travail, la salopette est créée en 1844 par Louis Lafont : ayant ouvert un magasin d'articles textiles à Lyon, il fabrique une cotte de travail résistante en cousant une « poche mètre » à la ceinture pour que son beau-père, charpentier de profession, puisse y mettre son mètre pliant.
Son petit-fils, Adolphe Lafont, perfectionne et brevette le modèle en 1896, améliorant le « largeot », pantalon haut de taille avec le tablier, couvrant la poitrine, développé en bavette ou plastron. L'entreprise Adolphe Lafont devient la première marque de vêtements professionnels créée en France en 1896, et elle se dote d'une usine de confection en 1904. En 1954, elle sort la « 406 », une salopette modernisée avec des couleurs vives et bariolées : le vêtement populaire rentre dans l'univers de la mode, notamment dans la première boutique d'agnès b. en 1975.
Levi's crée[Quand ?] le waist overall en denim, littéralement la « salopette à la ceinture » servant de bleu de travail.

## Usages
Il est encore fréquemment utilisé comme vêtement de travail, dans les milieux ruraux, artisans ou ouvriers.
Cela peut également être un vêtement de sport, en particulier pour la voile et le ski. Une salopette de sport peut être faite en toile, notamment en toile de jean, en plastique pour la voile, ou molletonnée pour le ski. Elle est souvent complétée par une veste coordonnée.
C'est également un vêtement courant dans les garde-robes d'enfants, pour qui le mode de fixation par bretelle est pratique et permet par exemple d'éviter que le pantalon ne soit sur les chevilles. Pendant longtemps, la salopette est aussi l'un des seuls vêtements de grossesse adaptés à celles qui désirent continuer à porter un pantalon, avant que des découpes spécifiques ne soient créées et commercialisées.
Une salopette « Lafont » à rayures bleues et blanches faisait partie du costume de scène de Coluche porté pour la première fois dans un sketch en 1974.

## Galerie

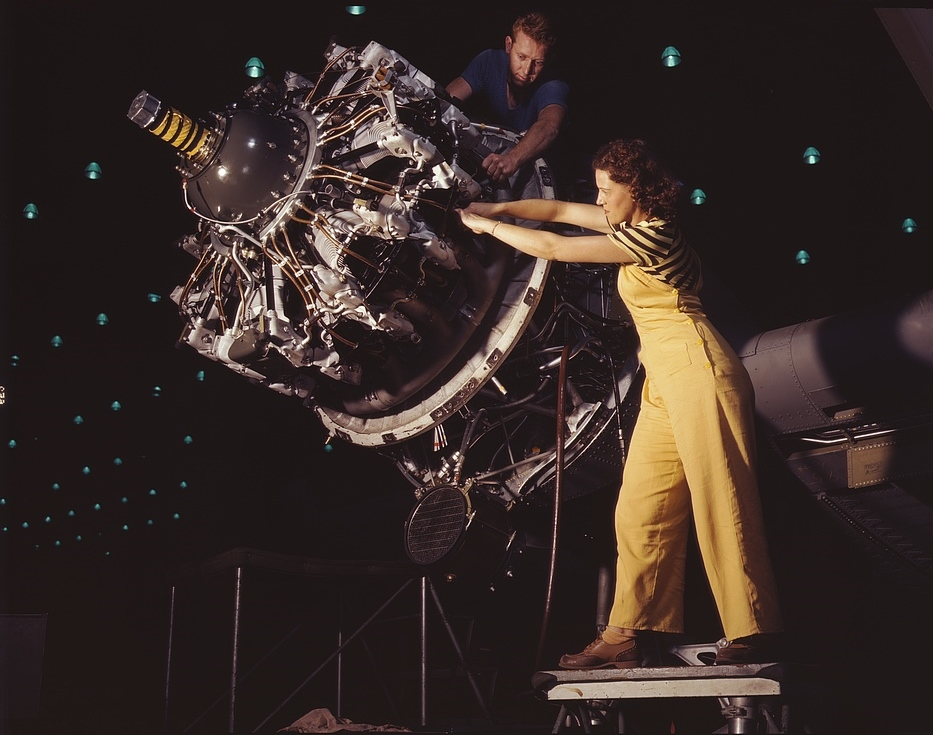
Ouvrière de la Douglas Aircraft Company en 1942.
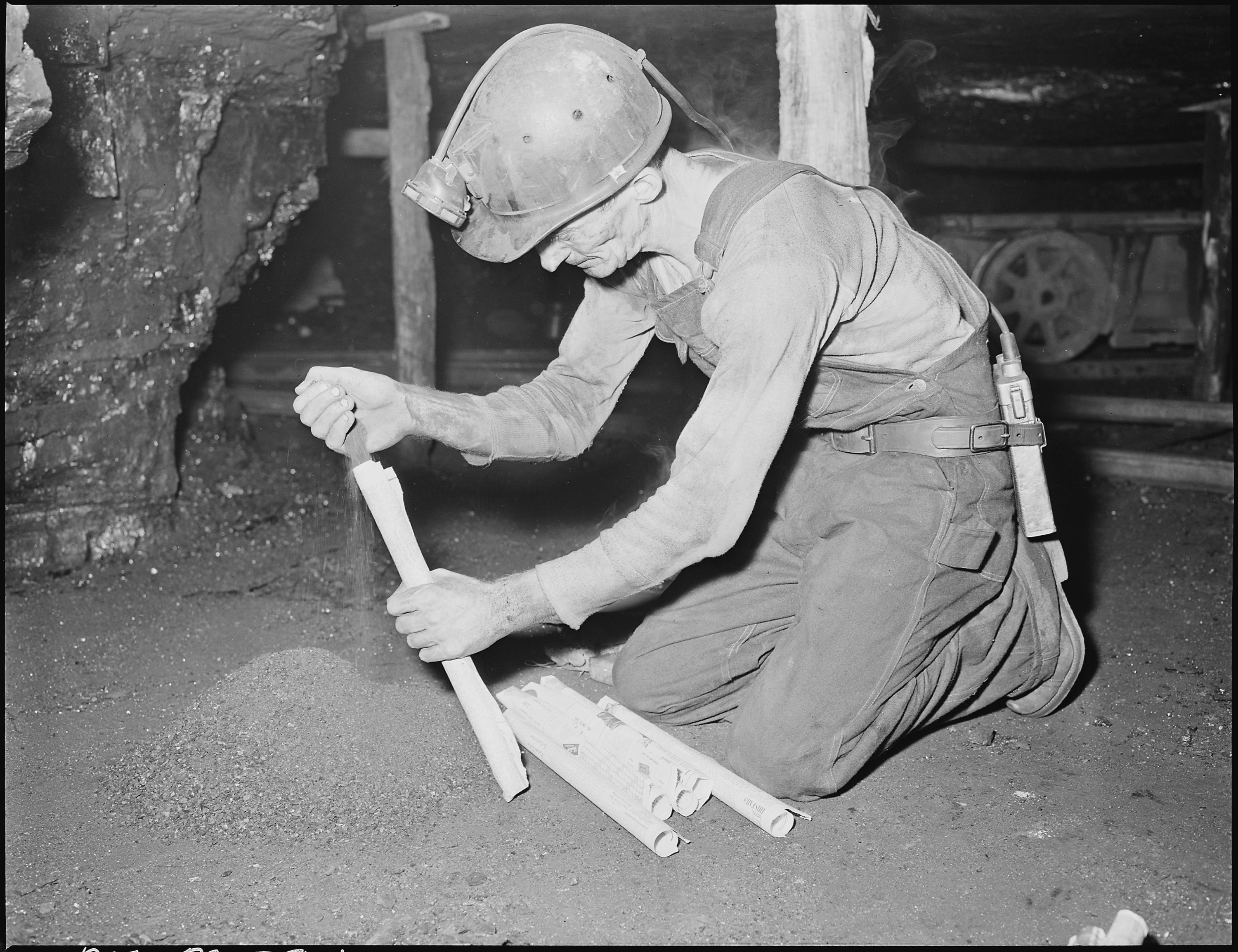
Mineur dans le Kentucky en 1946.
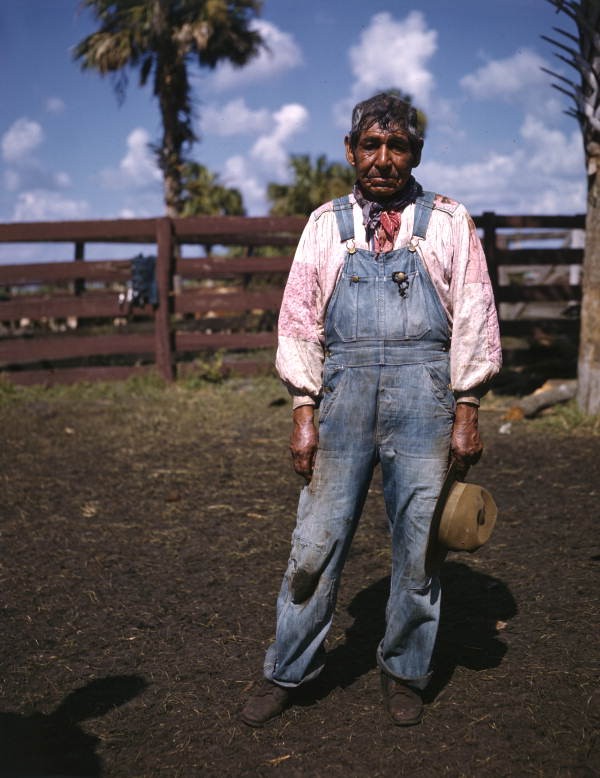
Fermier en Floride en 1949.
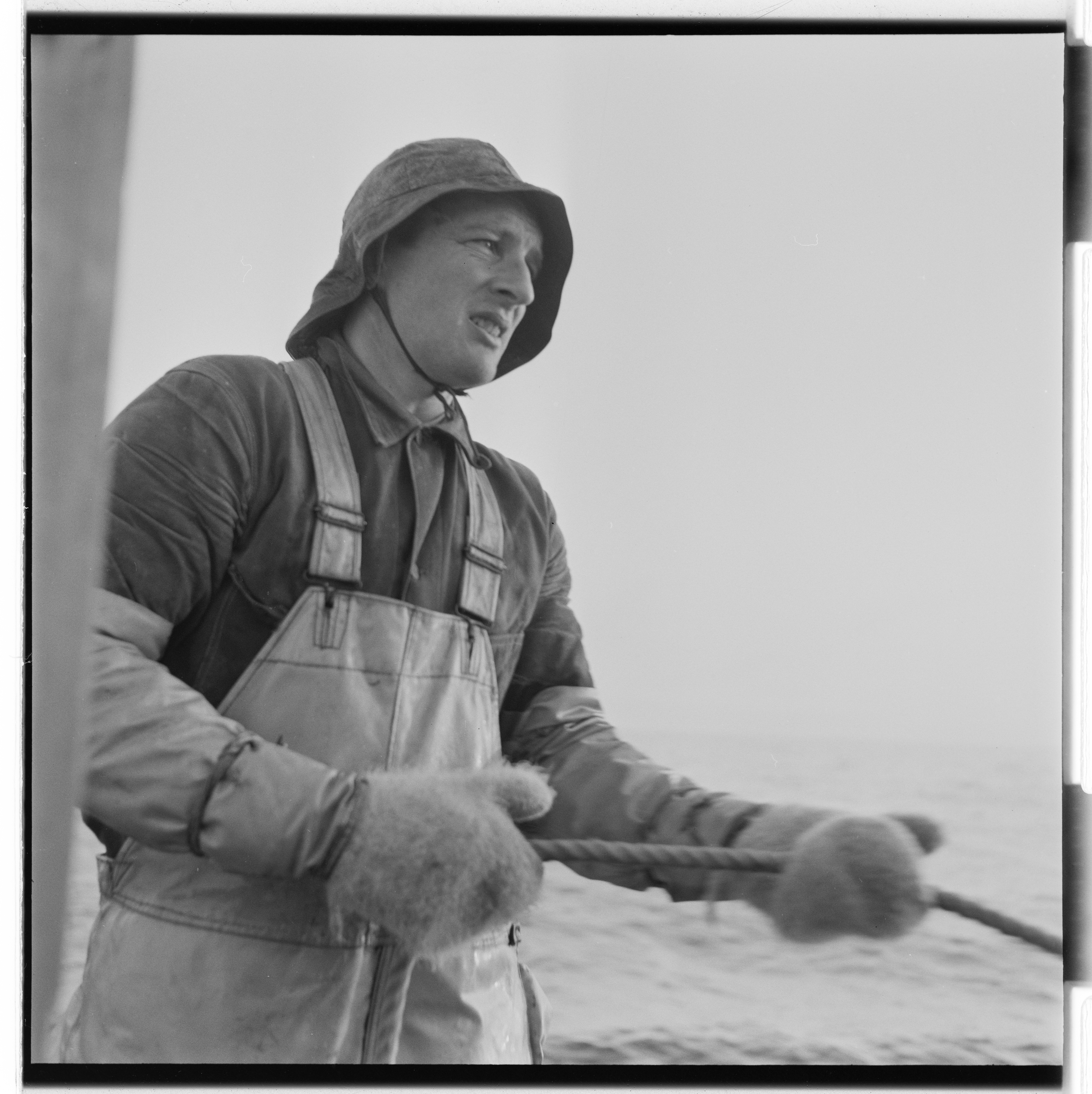
Pêcheur norvégien en 1955.
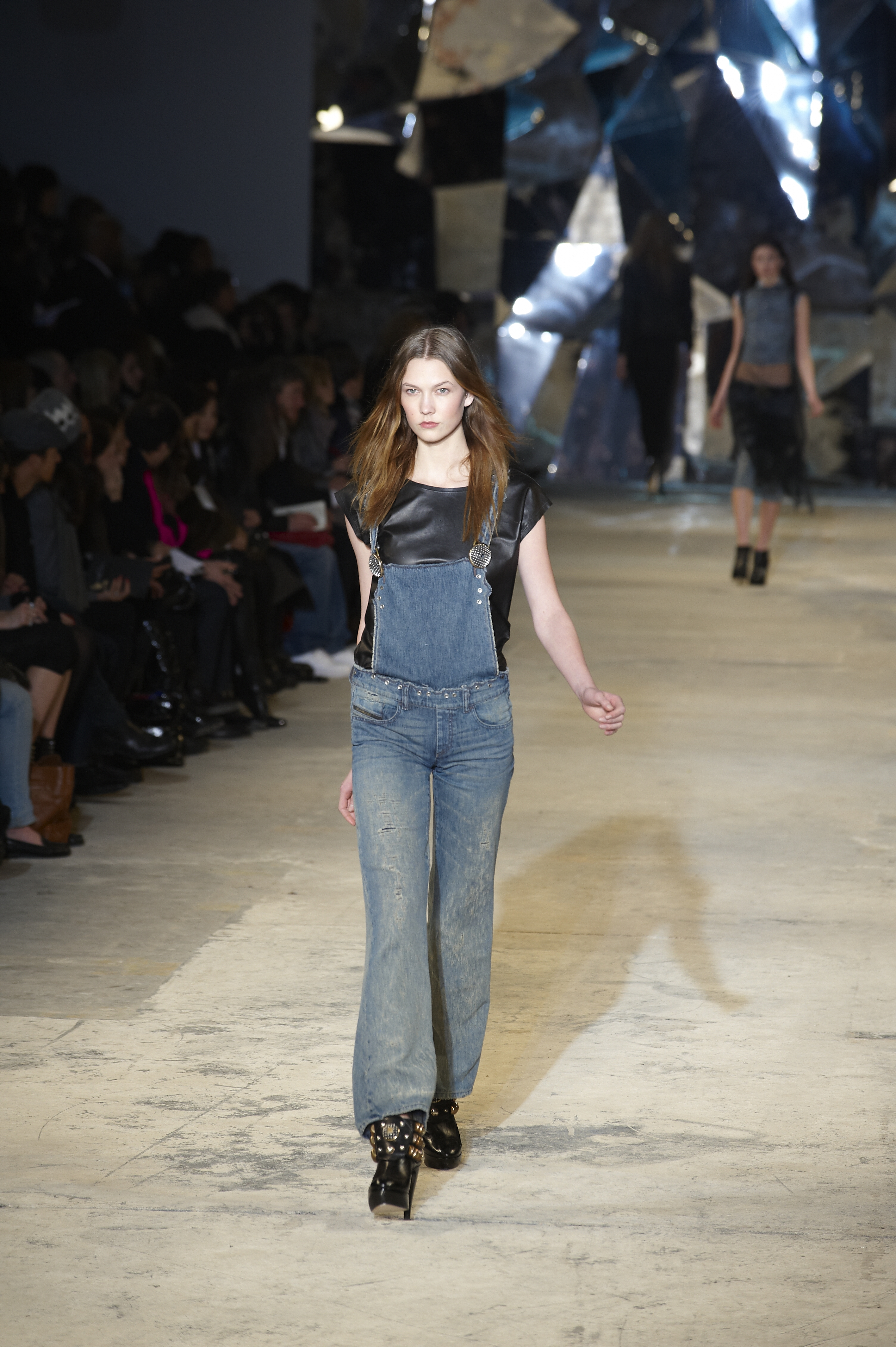
Karlie Kloss lors d'un défilé de mode de la marque Diesel en 2010.
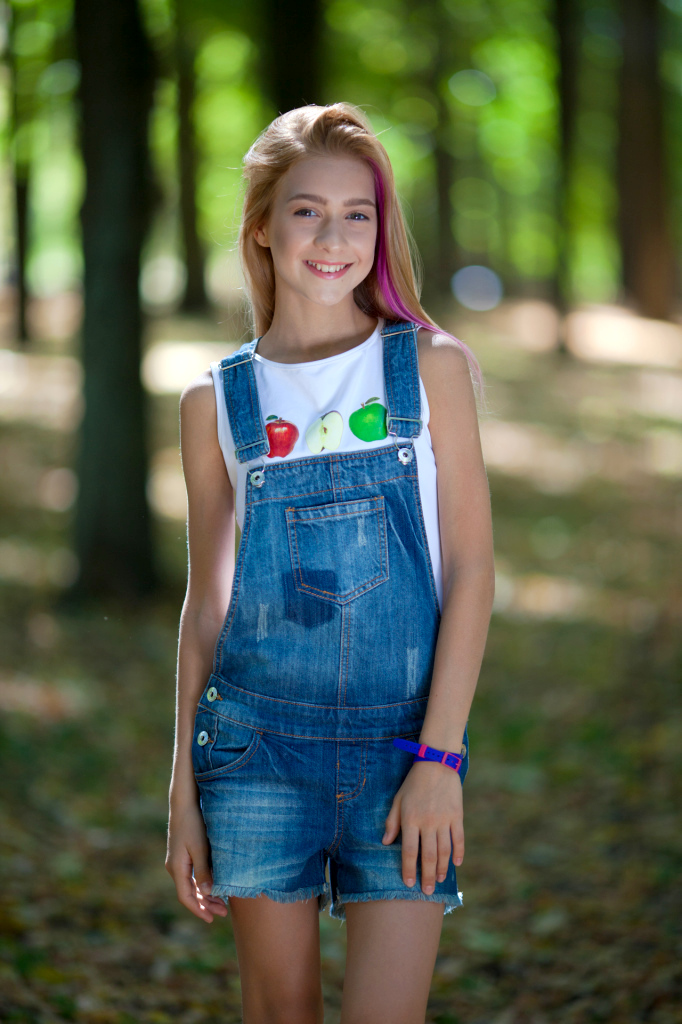
Déclinaison en short.
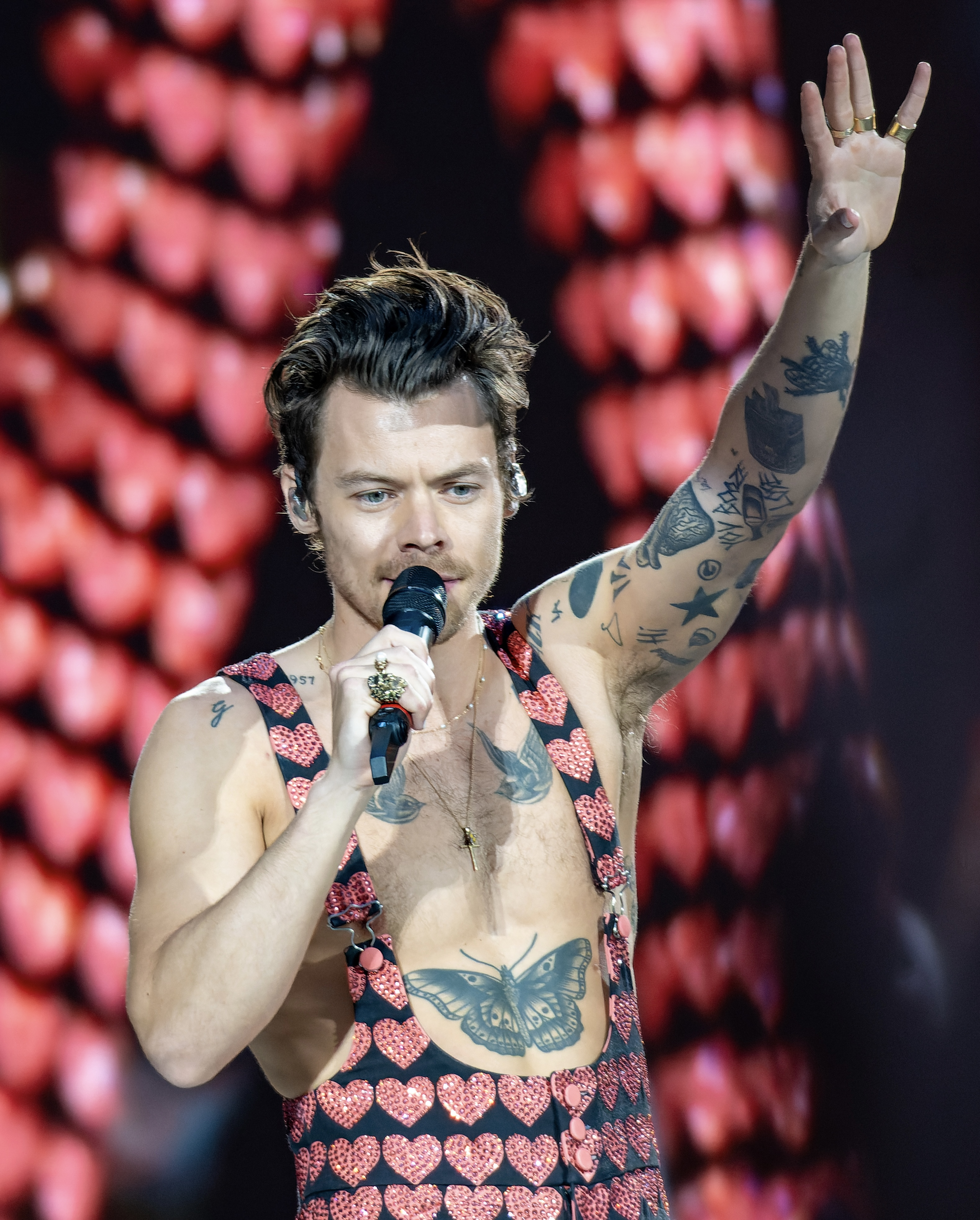
Salopette avec motifs portée par le chanteur Harry Styles en 2023.
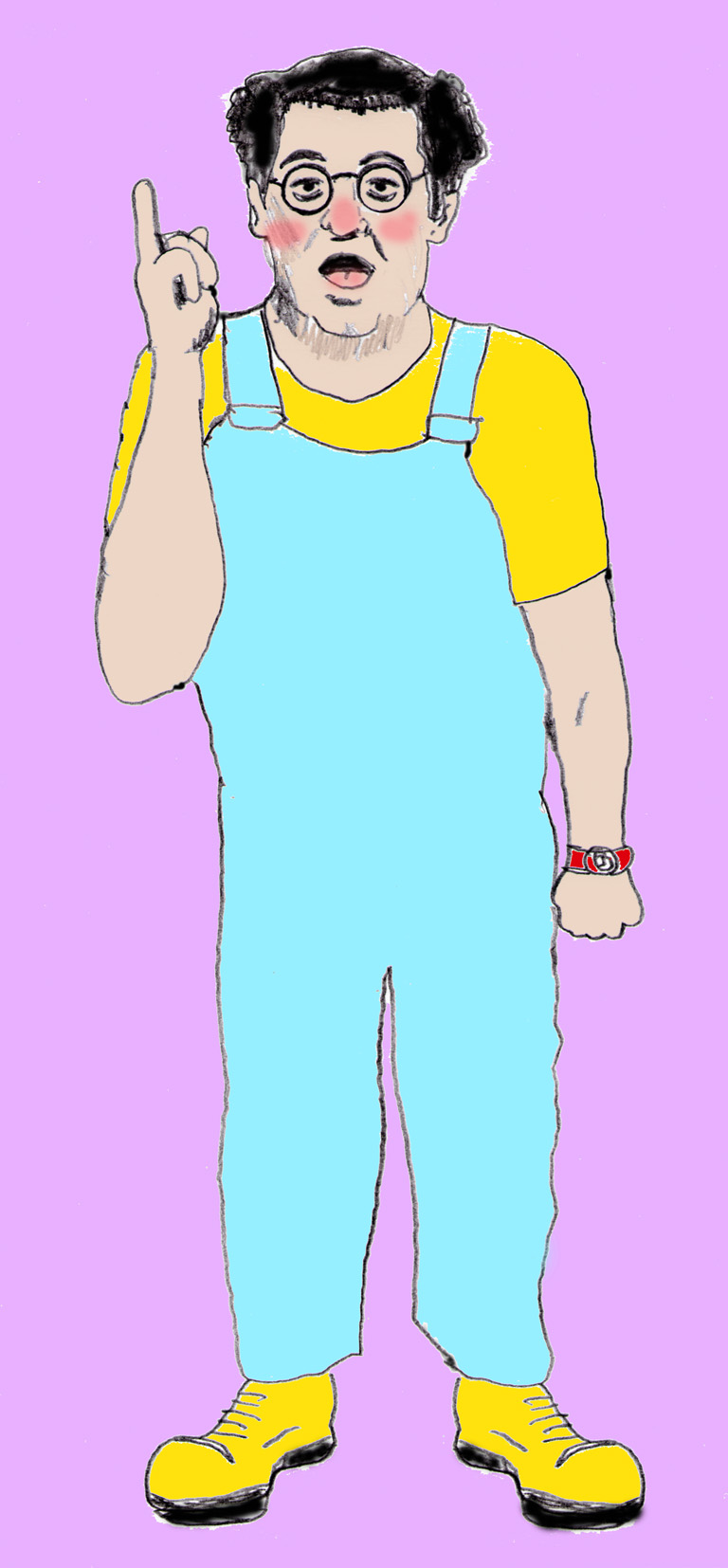
Dessin représentant Coluche dans son célèbre costume de scène.
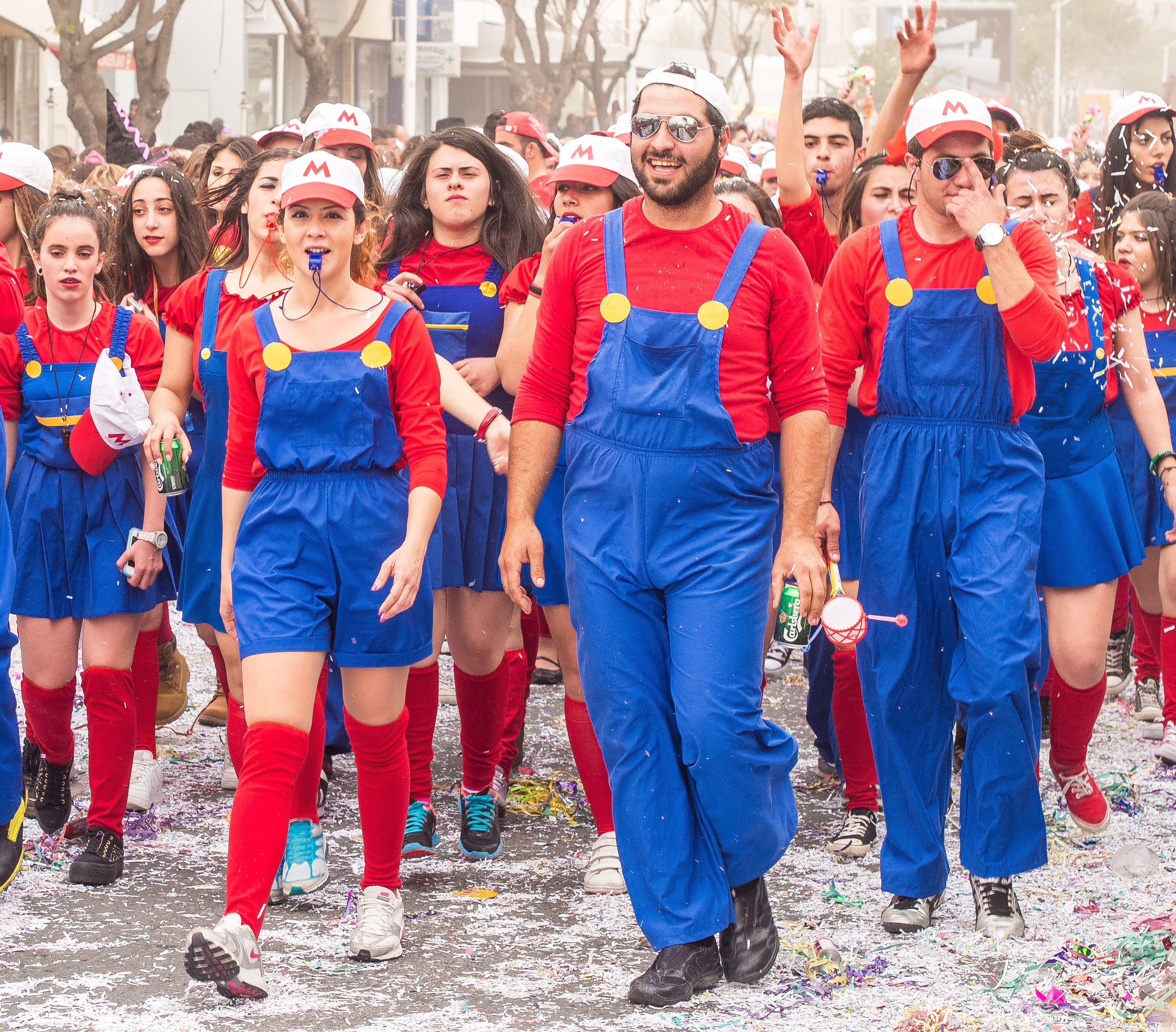
Cosplay de Mario.
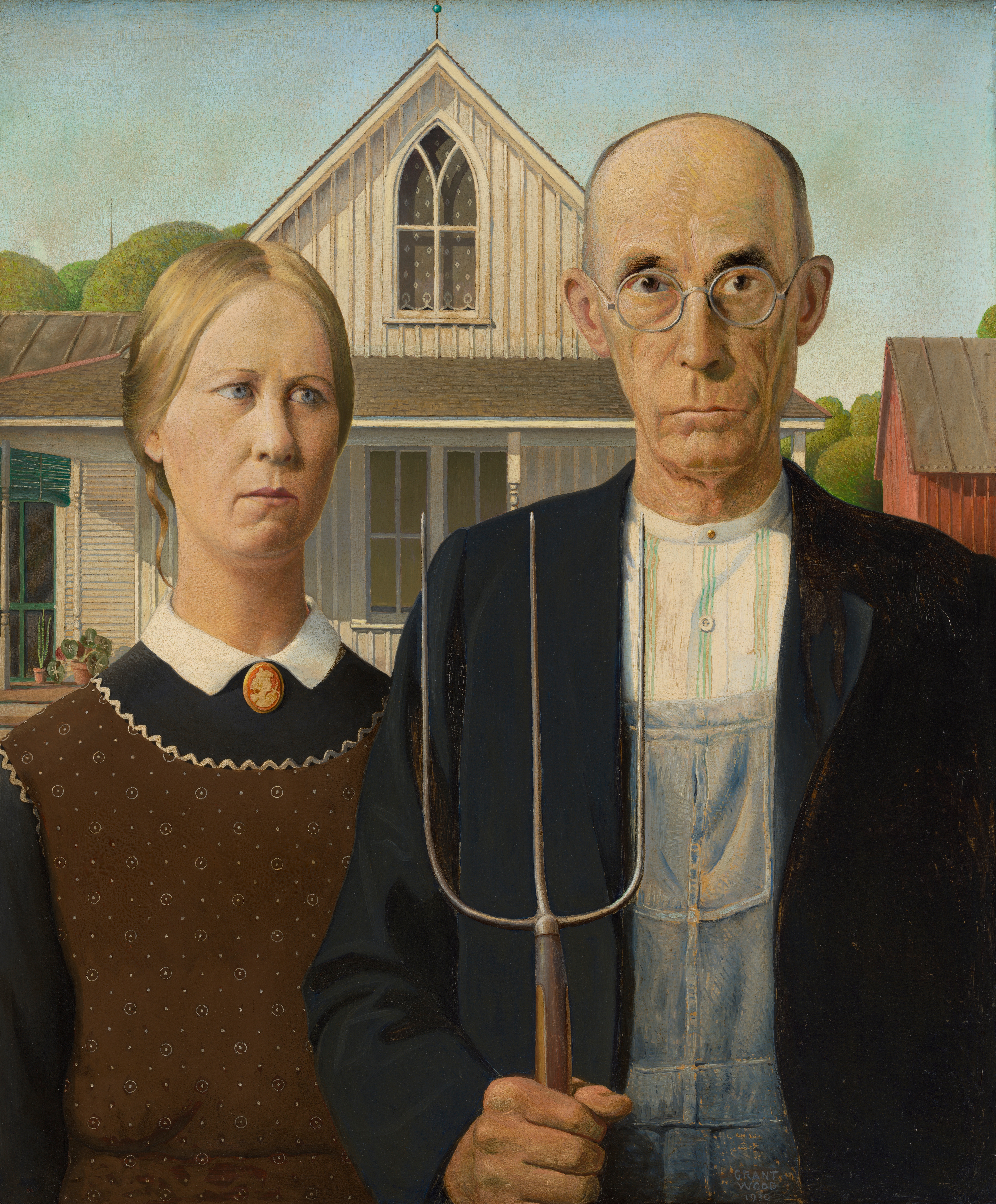
Fermier représenté sur American Gothic, tableau peint par Grant Wood en 1930.
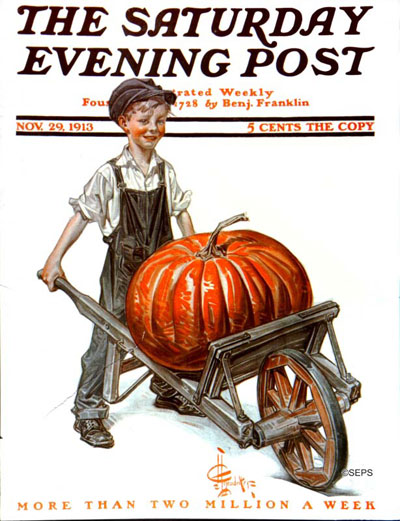
Dessin d'un enfant en couverture du Saturday Evening Post en 1913.